# STS-84
STS-84 e осемдесет и четвъртата мисия на НАСА по програмата Спейс шатъл и деветнадесети полет на совалката Атлантис. Това е осми полет по програмата Мир-Шатъл и шесто скачване на совалката с орбиталната станция Мир. По време на мисията е направена третата смяна на американски астронавт в орбита.

## Екипаж
| Пост                    | Астронавт                                                                                                   |
| ----------------------- | --- |
| Командир                | Чарлс Прекърт трети космически полет                                                                        |
| Пилот                   | Айлин Колинс втори космически полет                                                                         |
| Специалист на мисията 1 | Жан-Франсоа Клервоа(ЕSА) втори космически полет                                                             |
| Специалист на мисията 2 | Карлос Нориега първи космически полет                                                                       |
| Специалист на мисията 3 | Едуард Лу първи космически полет                                                                            |
| Специалист на мисията 4 | Елена Кондакова (РКА) втори космически полет                                                                |
| Специалист на мисията 5 | при старта: Майкъл Фоул четвърти космически полет при приземяването: Джери Лененджър втори космически полет |

## Полетът
STS-81 е шестата от деветте планирани мисии на совалките до космическата станция „Мир“. По време на този полет става третата смяна в орбита на американския член на екипажа на Основна експедиция 23 (ОЕ-23). Джери Лененджър пристига в космоса през януари 1997 г. с мисия STS-81. На негово място за около 4 месеца полет излита Майкъл Фоул, който се завръща през октомври 1997 г. с екипажа на мисия STS-86, заменен от Дейвид Улф.
STS-84 е четвърти полет на модула Спейсхеб в посока на „Мир“ и трети полет в двойна конфигурация. В предната част на двойния модул се провеждат експериментите от екипажа по време, преди и след скачването на совалката със станцията. В кърмовата част на двойния модул се е намирало логистичното оборудване, което е предназначено за „Мир“ и включва храна, облекло, експерименти, и доставка на резервно оборудване.
По време на мисия STS-84 става прехвърляне на 3318 кг вода и оборудване за и от „Мир“. От Земята са изпратени 465 кг вода, 383 кг американско научно оборудване, 11687 кг руско оборудване, включително и 178 кг други материали, а към Земята на борда на „Атлантис“ са върнати 407.1 кг научни материали на САЩ, 531.2 кг на руски товари и 14 кг материали на ESA и 170.7 кг чужди материали.
Американските астронавти Майкъл Фоул и Джери Лененджър разменят местата си, като последния прекарва 123 денонощия на „Мир“ и малко над 132 в космоса от старта до кацането, което го поставя на второ място след астронавтката Шанън Лусид за най-много време, прекарано в орбита от американец. Друг съществен момент, постигнат по време на престоя му е 1 година от постоянното присъствие на САЩ в космоса, което започва с пристигането на Лусид на „Мир“ на 22 март 1996 г.

## Параметри на мисията
- Маса на совалката при приземяването: 100 285 кг
- Маса на полезния товар:
  - Spacehab – двоен модул: 4187 кг
  - Система за скачване на совалката: 1821 кг
  - Товар, доставен на „Мир“: 3318 кг
- Перигей: 377 км
- Апогей: 393 км
- Инклинация: 51,7°
- Орбитален период: 92.3 мин

Скачване с „Мир“
- Скачване: 17 май 1997, 02:33:20 UTC
- Разделяне: 22 май 1997, 01:03:56 UTC
- Време в скачено състояние: 4 денонощия, 22 часа, 30 минути, 36 секунди.